# ISU Junior Grand Prix
ISU Junior Grand Prix (také Česká brusle) je mezinárodní soutěž v krasobruslení pořádaná pod hlavičkou Mezinárodní bruslařské unie. Soutěž se koná nepravidelně jako součást série JGP. Medaile se udělují v těchto disciplínách: muži, ženy, sportovní páry a tance na ledě.

## Juniorští medailisté

### Muži
| Medaile – Muži | Medaile – Muži | Medaile – Muži    | Medaile – Muži       | Medaile – Muži      | Medaile – Muži |
| -------------- | -------------- | ----------------- | -------------------- | ------------------- | -------------- |
| Rok            | Místo          | Zlato             | Stříbro              | Bronz               | Poznámka       |
| 1999           | Ostrava        | Fedor Andreev     | Lukáš Rakowski       | Valery Medvedev     |                |
| 2000           | Ostrava        | Parker Pennington | Sergei Dobrin        | Nicholas Young      |                |
| 2001           | Ostrava        | Andrei Griazev    | Kevin van der Perren | Damien Djordjevic   |                |
| 2003           | Ostrava        | Tomáš Verner      | Sergei Dobrin        | Alexander Uspenski  |                |
| 2005 Finále    | Ostrava        | Takahiko Kozuka   | Austin Kanallakan    | Geoffry Varner      |                |
| 2006           | Liberec        | Tommy Steenberg   | Tatsuki Machida      | Pavel Kaška         | [ 1 ]          |
| 2008           | Ostrava        | Alexander Johnson | Ivan Bariev          | Akio Sasaki         | [ 2 ]          |
| 2010           | Ostrava        | Yan Han           | Artur Dmitriev Jr    | Alexander Majorov   | [ 3 ]          |
| 2013           | Ostrava        | Keiji Tanaka      | Alexander Petrov     | Moris Kvitelashvili | [ 4 ]          |
| 2014           | Ostrava        | Roman Sadovsky    | Alexander Samarin    | Sei Kawahara        | [ 5 ]          |
| 2016           | Ostrava        | Dmitrij Alijev    | Alexei Krasnozhon    | Roman Savosin       | [ 6 ]          |
| 2018           | Ostrava        | Andrei Mozalev    | Camden Pulkinen      | Joseph Phan         | [ 7 ]          |

### Ženy
| Medaile – Ženy | Medaile – Ženy | Medaile – Ženy      | Medaile – Ženy    | Medaile – Ženy     | Medaile – Ženy |
| -------------- | -------------- | ------------------- | ----------------- | ------------------ | -------------- |
| Rok            | Místo          | Zlato               | Stříbro           | Bronz              | Poznámka       |
| 1999           | Ostrava        | Marianne Dubuc      | Elizabeth Kwon    | Utako Wakamatsu    |                |
| 2000           | Ostrava        | Sarah Meier         | Tamara Dorofejev  | Ye Bin Mok         |                |
| 2001           | Ostrava        | Miki Ando           | Tatiana Basova    | Akiko Suzuki       |                |
| 2003           | Ostrava        | Lucie Krausová      | Olga Naidenova    | Akiko Kitamura     |                |
| 2005 Finále    | Ostrava        | Yuna Kim            | Aki Sawada        | Xu Binshu          |                |
| 2006           | Liberec        | Megan Oster         | Svetlana Issakova | Jelena Glebova     | [ 1 ]          |
| 2008           | Ostrava        | Yukiko Fujisawa     | Angela Maxwell    | Stefania Berton    | [ 2 ]          |
| 2010           | Ostrava        | Vanessa Lam         | Risa Shoji        | Polina Shelepen    | [ 3 ]          |
| 2013           | Ostrava        | Alexandra Proklova  | Maria Sotskova    | Amber Glenn        | [ 4 ]          |
| 2014           | Ostrava        | Evgenia Medvedeva   | Wakaba Higuchi    | Karen Chen         | [ 5 ]          |
| 2016           | Ostrava        | Anastasiia Gubanova | Rika Kihira       | Alisa Lozko        | [ 6 ]          |
| 2018           | Ostrava        | Alena Kostornaia    | Kim Ye-lim        | Viktoria Vasilieva | [ 7 ]          |

### Sportovní páry
| Medaile – Sportovní páry | Medaile – Sportovní páry | Medaile – Sportovní páry                      | Medaile – Sportovní páry                     | Medaile – Sportovní páry              | Medaile – Sportovní páry |
| ------------------------ | ------------------------ | --------------------------------------------- | -------------------------------------------- | ------------------------------------- | ------------------------ |
| Rok! Místo               | Zlato                    | Stříbro                                       | Bronz                                        | Poznámka                              |                          |
| 1999                     | Ostrava                  | Julia Shapiro / Alexei Sokolov                | Larisa Spielberg / Craig Joeright            | Megan Sierk / Dustin Sierk            |                          |
| 2000                     | Ostrava                  | Sima Ganaba / Amir Ganaba                     | Diana Rišková / Vladimir Futáš               | Alena Maltseva / Oleg Popov           |                          |
| 2001                     | Ostrava                  | Maria Mukhortova / Pavel Lebedev              | Anastasia Kuzmina / Stanislav Evdokimov      | Tatiana Volosozhar / Petr Kharchenko  |                          |
| 2003                     | Ostrava                  | Maria Mukhortova / Maxim Trankov              | Tatiana Volosozhar / Petr Kharchenko         | Arina Ushakova / Alexander Popov      |                          |
| 2005 Finále              | Ostrava                  | Valeria Simakova / Anton Tokarev              | Julia Vlassov / Drew Meekins                 | Mariel Miller / Rockne Brubaker       |                          |
| 2006                     | Liberec                  | Ksenia Krasilnikova / Konstantin Bezmaternikh | Kendra Moyle / Andy Seitz                    | Bridget Namiotka / John Coughlin      | [ 1 ]                    |
| 2008                     | Ostrava                  | Lubov Iliushechkina / Nodari Maisuradze       | Sabina Imaikina / Andrei Novoselov           | Ksenia Ozerova / Alexander Enbert     | [ 2 ]                    |
| 2010                     | Ostrava                  | Yu Xiaoyu / Jin Yang                          | Ashley Cain / Joshua Reagan                  | Natasha Purich / Raymond Schultz      | [ 3 ]                    |
| 2013                     | Ostrava                  | Lina Fedorova / Maxim Miroshkin               | Arina Cherniavskaia / Antonio Souza-Kordeyru | Kamilla Gainetdinova / Ivan Bich      | [ 4 ]                    |
| 2014                     | Ostrava                  | Julianne Séguin / Charlie Bilodeau            | Lina Fedorova / Maxim Miroshkin              | Kamilla Gainetdinova / Sergei Alexeev | [ 5 ]                    |
| 2016                     | Ostrava                  | Anna Dušková / Martin Bidař                   | Amina Atakhanova / Ilia Spiridonov           | Chelsea Liu / Brian Johnson           | [ 6 ]                    |
| 2018                     | Ostrava                  | Kseniia Akhanteva / Valerii Kolesov           | Polina Kostiukovich / Dmitrii Ialin          | Sarah Feng / TJ Nyman                 | [ 7 ]                    |

### Tance na ledě
| Medaile – Tance na ledě | Medaile – Tance na ledě | Medaile – Tance na ledě                   | Medaile – Tance na ledě                 | Medaile – Tance na ledě              | Medaile – Tance na ledě |
| ----------------------- | ----------------------- | ----------------------------------------- | --------------------------------------- | ------------------------------------ | ----------------------- |
| Rok                     | Místo                   | Zlato                                     | Stříbro                                 | Bronz                                | Poznámka                |
| 1999                    | Ostrava                 | Kristina Kobaladze / Oleg Voiko           | Julia Golovina / Denis Egorov           | Lucie Kadlčáková / Hynek Bílek       |                         |
| 2000                    | Ostrava                 | Elena Khaliavina / Maxim Shabalin         | Viktoria Polzykina / Alexander Shakalov | Lucie Kadlčáková / Hynek Bílek       |                         |
| 2001                    | Ostrava                 | Julia Golovina / Oleg Voiko               | Oksana Domnina / Maxim Bolotin          | Amandine Borsi / Fabrice Blondel     |                         |
| 2003                    | Ostrava                 | Anna Zadorozhniuk / Sergei Verbillo       | Olga Orlova / Maxim Bolotin             | Petra Pachlová / Petr Knoth          |                         |
| 2005 Finále             | Ostrava                 | Tessa Virtue / Scott Moir                 | Meryl Davis / Charlie White             | Anna Cappellini / Luca Lanotte       |                         |
| 2006                    | Liberec                 | Julia Zlobina / Alexei Sitnikov           | Camilla Spelta / Marco Garavaglia       | Kaitlyn Weaver / Andrew Poje         | [ 1 ]                   |
| 2008                    | Ostrava                 | Piper Gilles / Zachary Donohue            | Marina Antipova / Artem Kudashev        | Karen Routhier / Eric Saucke-Lacelle | [ 2 ]                   |
| 2010                    | Ostrava                 | Ekaterina Pushkash / Jonathan Guerreiro   | Tiffany Zahorski / Alexis Miart         | Anastasia Galyeta / Alexei Shumski   | [ 3 ]                   |
| 2013                    | Ostrava                 | Betina Popova / Yuri Vlasenko             | Rachel Parsons / Michael Parsons        | Madeline Edwards / Zhao Kai Pang     | [ 4 ]                   |
| 2014                    | Ostrava                 | Mackenzie Bent / Garrett MacKeen          | Betina Popova / Yuri Vlasenko           | Lorraine McNamara / Quinn Carpenter  | [ 5 ]                   |
| 2016                    | Ostrava                 | Lorraine McNamara / Quinn Carpenter       | Nicole Kuzmich / Alexandr Sinicyn       | Arina Ushakova / Maxim Nekrasov      | [ 6 ]                   |
| 2018                    | Ostrava                 | Elizaveta Khudaiberdieva / Nikita Nazarov | Maria Kazakova / Georgy Reviya          | Diana Davis / Gleb Smolkin           | [ 7 ]                   |